# Usine de réparation Chepetiv
L'Usine de réparation Chepetiv (ukrainien : Шепетівський ремонтний завод) est l'une des usines de fabrication d'armes en Ukraine.

## Histoire
C'est une entreprise d'intérêt national, spécialisé dans la fabrication de roquettes située à Chepetivka.
Elle est connue pour la fabrication du Boureviy, lance roquettes multiple.